# Асирски законик
Асирски законик (тзв. Средњоасирски законик; Коментар о правима и дужностима жена – прва група закона) представља збирку закона Средњег асирског царства, донет за време чувеног владара Тиглат-Паласара I, око 1075 године п. н. е. Потиче из града Асура у северном Месопотамији, такође писан на акадском језику. Чине га 40 таблица, које су у мањој или већој мери очуване кроз фрагменте, те на основу тога, данас је сачувано око 79 чланова законика, мада није познато колико их је законик тачно садржао. Проналазак Асирског законика у 20. веку, (1903-1914. год.), приписује се Немачком оријенталном друштву.  
Данас се остатак Асирског законика чува у Берлниском музеју древног Блиског истока.